# Walgreens
Walgreens este un lanț de farmacii din Statele Unite, cu peste 195.000 de angajați și o cifră de afaceri de 47,41 miliarde $.
Începând cu 31 august 2016, compania a operat 8175 de magazine în toate cele 50 de state, Districtul Columbia, Puerto Rico și Insulele Virgine din SUA. A fost înființată în Chicago, Illinois, în 1901. Sediul Walgreens se află în suburbia Chicago din Deerfield, Illinois.
În 2014, compania a fost de acord să cumpere restul de 55% din Alliance Boots din Elveția pe care nu le deține deja pentru a forma o afacere globală. În condițiile achiziției, cele două companii au fuzionat pentru a forma o nouă companie de holding, Walgreens Boots Alliance Inc., la data de 31 decembrie 2014. Walgreens a devenit o filială a noii societăți, care își păstrează sediul central în Deerfield și tranzacționează pe Nasdaq simbolul WBA.

## Istoric

### Istoria companiei
Walgreens a început în 1901, cu un magazin de droguri pe colțul Bowen Ave și Cottage Grove din Chicago, deținut de nativul Galesburg Charles R. Walgreen, Sr. În 1913, Walgreens a crescut la patru magazine de pe partea de sud a orașului Chicago. A deschis cea de-a cincea în 1915, și încă patru în 1916. Până în 1919, în lanț erau 20 de magazine. Ca urmare a interzicerii alcoolului, anii 1920 au fost un moment de succes pentru Walgreens. Deși alcoolul era ilegal, whisky-ul de prescripție medicală era disponibil și vândut de Walgreens.
În 1922, compania a introdus un milkshake malț, care a condus la înființarea fabricilor de înghețată. În anul următor, Walgreen a început deschiderea magazinelor departe de zonele rezidențiale. La mijlocul anilor 1920, au existat 44 de magazine cu vânzări anuale de 1.200.000 de dolari. Walgreens se extinsese în Minnesota, Missouri și Wisconsin.
Până în 1930, a avut 397 de magazine cu vânzări anuale de 4.000.000 USD. Această expansiune a fost parțial atribuită vânzării de alcool, în principal whisky, pe care Walgreen îl depozitează adesea sub tejghea, așa cum se explică în ultimul apel al lui Daniel Okrent: Răsăritul și căderea interzicerii. Accidentele de pe piața de capital din octombrie 1929 și Marea Depresiune care a urmat nu au afectat foarte mult compania. În 1934, Walgreens funcționa în 30 de state cu 601 de magazine.
După ce Charles Walgreen, Sr., a murit în 1939, fiul său Charles R. Walgreen a preluat lanțul până la pensionare. Anii Charles R. Walgreen erau relativ prosperi, dar nu aveau o expansiune masivă la începutul secolului. Charles "Cork" R. Walgreen III a preluat după pensionarea lui Walgreen Jr. la începutul anilor 1950 și a modernizat compania prin trecerea la scanarea codurilor de bare. Familia Walgreen nu a fost implicată în conducerea companiei pentru o perioadă scurtă de timp după pensionarea lui Walgreen III. În 1986, a achiziționat lanțul MediMart de la Stop & Shop. În 1995, Kevin P. Walgreen a devenit vicepreședinte și a promovat în funcția de vicepreședinte senior - Operațiuni în magazin în 2006.
Pe 12 iulie 2006, David Bernauer a demisionat în funcția de CEO al Walgreens, înlocuit de președintele companiei, Jeff Rein. Deținând diplome în contabilitate și farmacie de la Universitatea din Arizona, Rein a fost farmacist, manager de magazin, director regional și trezorier, înainte de a fi numit director executiv și președinte al consiliului. Greg Wasson, fostul președinte al Walgreens Health Services, a fost numit președinte și director operativ.
Pe 10 octombrie 2008, Rein a renunțat brusc la funcția de CEO, înlocuit de Alan G. McNally în calitate de președinte și CEO interimar.
La 26 ianuarie 2009, Gregory Wasson a fost numit CEO, de la 1 februarie 2009.

### Contribuții la cultura populară
Walgreens pretinde creditul pentru popularizarea milkshake-ului malț (sau cel puțin a versiunii sale a mucegaiului malț), inventat de Ivar "Pop" Coulson în 1922, deși laptele de lapte și laptele malț au fost în jur de ceva timp înainte. Această dezvoltare a coincis cu inventarea mixerului electric în același an.
În noiembrie 2010, Walgreens a intentat un proces de încălcare a mărcii împotriva lanțului de supermarketuri Wegmans, susținând că "W" din sigla lui Wegman este prea asemănătoare cu Walgreens. Procesul a fost soluționat în aprilie 2011, iar Wegmans a fost de acord să nu mai utilizeze sigla "W" până în iunie 2012, deși supermarketul își păstrează dreptul de a folosi numele "Wegmans" în scenariu. Potrivit lui Jo Natale, directorul Wegmans al relațiilor cu mass-media, "Costul de a face schimbări relativ minore la un număr limitat de produse a fost mult mai mic decât costul litigiului acestui caz până la sfârșit".
Logo-ul pentru echipa de baseball din Washington Nationals este foarte similar cu Walgreens "W"; până în prezent, Walgreens nu a contestat niciodată utilizarea de către cetățeni a "W" lor într-un proces.

## Model de afaceri
Majoritatea magazinelor independente au un aspect și un aspect similar, inclusiv un aspect mai mare și mai spațios decât anumite magazine din marile orașe. Clădirile mai noi au un design mai modern în comparație cu magazinele mai vechi. Magazinele au de obicei un ghișeu de frumusețe situat în apropierea produselor cosmetice, magazinele mai aglomerate având un consultant de frumusețe. Majoritatea magazinelor au un departament foto, care se află fie în spatele casetei din față, fie într-o parte separată a magazinului. În apropierea departamentului foto există chioșcuri foto cu autoservire, unde clienții pot imprima fotografii și produse foto.

## Operațiuni corporative
Walgreens își are sediul central în Deerfield, Illinois. În 2009, Walgreens a angajat 5.200 de persoane la sediul său.
Walgreens are un birou de tehnologie situat în Chicago din 2010. Locația servește ca un hub digital.
În 1987, Walgreens a angajat aproximativ 1.100 de persoane la sediul său, care era la acea vreme într-o zonă neincorporată, pe partea vestică a Deerfield. Începând cu anul 2000, sediul central se afla încă într-o zonă neincorporată în Townshipul West Deerfield.
În vara anului 2014, o relocare corporatistă în Elveția a fost considerată ca parte a unei fuziuni cu Alliance Boots, un lanț european de droguri. Acest lucru a provocat controverse, deoarece mulți consumatori au considerat că a fost o încercare de inversare a impozitelor. Pe 5 august 2014, Walgreens a anunțat că nu își va reloca sediul.
În primăvara anului 2018, Walgreens a anunțat că va reloca aproximativ 1800 de locuri de muncă, multe dintre ele în legătură cu operațiunile sale digitale și IT, la postul de poștă oficială vechi din Chicago, recent renovat. Acest nou birou va ocupa un spațiu de 200.000 de metri pătrați atunci când se va deschide în toamna anului 2019.
La 31 august 2019, compania opera 9.277 de magazine în Statele Unite.

## Inițiativa privind incluziunea persoanelor cu handicap
În 2002 Walgreens, vicepreședinte senior al lanțului de aprovizionare și logistică Randy Lewis, a început un program care vizează oferirea de oportunități pentru persoanele cu handicap de a lucra alături de lucrătorii fără handicap. Rezultatul a fost dezvoltarea și deschiderea a două centre de distribuție al căror personal este de aproximativ 40% invalizi. Modelul a avut succes, astfel încât alte companii, cum ar fi Clarks Companies NA, Glaxo Smith Kline, Best Buy și Costco, au examinat-o sau au pus-o în discuție.

## Registrul consumatorilor
În decembrie 2012, un judecător la obligat pe Walgreens să plătească 16,57 milioane de dolari pentru a soluționa un proces care susține că peste 600 de magazine au deșeu ilegal deșeuri periculoase și au eliminat în mod ilegal dosarele clienților care conțin informații medicale confidențiale.